# Instituto Tecnológico de Hermosillo
El Instituto Tecnológico de Hermosillo (ITH) es una escuela de nivel superior localizada en Hermosillo ciudad capital del Estado de Sonora, México. Esta institución de educación superior pertenece al Tecnológico Nacional de México (TecNM), fundado como un órgano desconcentrado de la Secretaría de Educación Pública. Al TecNM lo integran 266 instituciones, de las cuales, 126 son Institutos Tecnológicos Federales; seis de ellos están ubicados en Sonora y entre los cuales se encuentra el (ITH).

## Historia
En el año 1974, el entonces Gobernador del Estado de Sonora, Lic. Carlos Armando Biebrich Torres, hace gestiones para que se cree esta Institución al poniente de la ciudad. El 12 de octubre de 1975, se inician oficialmente las clases con una matrícula de 136 alumnos y cuatro carreras a nivel medio superior las cuales son: técnico en aire acondicionado y refrigeración, técnico mecánico, técnico en electrónica y técnico en electricidad y 40 alumnos en cursos propedéuticos de nivel superior para las carreras de ingeniería.
En 216.533 m² de terreno, se construyeron inicialmente 6 aulas para 40 alumnos cada una, un salón de dibujo, tres talleres, laboratorio de física y de química. En el personal directivo fungía como director de la Institución el Ing. Horacio Núñez Martínez, y el Ing. Nicolás Echevarria Díaz como Subdirector, así como 6 jefes de departamento y 45 miembros del personal docente, administrativo y de servicios.
En enero de 1976,se inician propiamente las carreras de ing. industrial mecánico e ing. industrial en electrónica, el 19 de octubre de 1976, siendo Gobernador del Estado el Lic. Alejandro Carrillo Marcor, fue inaugurado oficialmente el Instituto Tecnológico Regional de Hermosillo, por el C. Presidente de la República Lic. Luis EcheverríaÁlvarez.
En octubre del mismo año, el Ing. Sergio ValdezGurrola, sustituyó en la Subdirección al Ing. Nicolás Echevarria Díaz, hacia febrero de 1978, al término del semestre, egresaron los primeros 36 alumnos en el nivel medio superior, en agosto de este mismo año, el Ing. Luis Reyes Larios, sustituye en la Subdirección al Ing. Sergio Valdez Gurrola.
En estos dos años de 1976 y 1978, se incrementó la infraestructura, construyéndose el edificio administrativo, taller de aire acondicionado y refrigeración, sala audiovisual, laboratorio de idiomas, tres módulos de 21 aulas y dos salas de dibujo, los laboratorios de ing. mecánica y electrónica, así como el taller de soldadura, almacén y taller de mantenimiento.
Para febrero de 1979, el Ing. Marcelino Bauzá Rosete, sustituyó al Ing. Luis Reyes Larios en la Subdirección. En el mes de agosto de este mismo año, egresaron los primeros alumnos de nivel superior, 7 ingenieros industriales en electrónica y 2 ingenieros industriales mecánicos. En este mismo período inicia la licenciatura en relaciones comerciales, con 45 alumnos.
En octubre de 1980, inicia la licenciatura en informática y el Instituto Tecnológico de Hermosillo, cumple su V aniversario, celebrándolo con eventos especiales se develó una placa conmemorativa, el acto estuvo a cargo de la Dra. Alicia Arellano de Pavlovich, Presidente Municipal en presencia del Arq. Gustavo F. Aguilar Beltrán, Gerente Regional de C.A.P.F.C.E , El Profesor José María Ruiz Vázquez, director general de Educación Pública del Estado, y el Ing. Horacio Núñez Martínez, Director del Instituto Tecnológico de Hermosillo. En el período transcurrido de 1982 a 1983, se construyeron ocho aulas y el centro de cómputo, una biblioteca con capacidad para 200 usuarios y 26,000 volúmenes en libros, también se construyó y equipó parcialmente el laboratorio de métodos, se complementó el equipo del laboratorio de ing. mecánica e ing. en electrónica. Se construyeron 91.5 m² de andadores y se adaptó el laboratorio de fotografía y se reacondicionó el local de servicios médicos.
En septiembre de 1983, el Ing. Octavio Corral Torres, sustituyóen la Subdirección al Ing. Marcelino Bauzá Rosete, además en ese mismo año egresaron las primeras generaciones de licenciatura en relaciones comerciales e informática. A principios de 1984 el Ing. Octavio Corral Torres, asume la dirección de la institución sustituyendo al Ing. Horacio Núñez Martínez.
Tres eventos importantes se desarrollaron este mismo año: el primero, fue la reunión sobre el Plan de Desarrollo de este instituto 1984 - 1988, con la presencia del Secretario de Educación Pública Jesús Reyes Heroles y el gobernador del Estado Dr. Samuel Ocaña García.
El segundo evento marcó el noveno aniversario del instituto y fue además el abanderamiento del Instituto Tecnológico de Hermosillo, a cargo del C. Gobernador del Estado Sr. Samuel Ocaña García y con la presencia del C. Ing. Filiberto Cepeda Tijerina, director general de Institutos Tecnológicos. La Subdirección fue ocupada por el Ing. Alejandro Saracho Luna.
El Instituto Tecnológico de Hermosillo (ITH) fue fundado en el 12 de octubre del año 1975 con el nombre de Instituto Tecnológico Regional de Hermosillo teniendo como primer director al Ing. Horacio Nuñez Martínez y al Ing. Nicolás Echeverría como subdirector.
Se brindaban servicios de educación a nivel medio superior y superior, empezando con una matrícula de 176 alumnos (136 en medio superior y 40 en cursos propedéuticos de nivel superior para las carreras de ingeniería).
A principios de su fundación las carreras que ofrecía el instituto eran solo en nivel medio superior: Técnico en Aire Acondicionado y Refrigeración, Técnico Mecánico, Técnico en Electrónica y Técnico en Electricidad.
Fue hasta el año de 1976 que se iniciarían las carreras de Ingeniería Mecánica Industrial e Ingeniería Industrial en Electrónica, siendo así el 19 de octubre de 1976 la fecha registrada como la inauguración oficial del ITRH acto al cual asistió el entonces presidente de México, el Lic. Luis Echeverría Álvarez.
- 1979: egresan los primeros alumnos de nivel superior
- 1984: la institución se constituye como exclusivamente de educación superior
- 1990: se abre la especialidad en Sistemas Computacionales
- 2005: inicia la especialidad en Mecatrónica

## Misión
Es una Institución cuyo compromiso es formar profesionales emprendedores, comprometidos, con un alto sentido humano y de competencia, capaces de crear, desarrollar, innovar; con visión hacia el desarrollo sustentable, tecnológico, social y económico que demanda el entorno globalizado.
Una Institución fortalecida por un sistema cohesionado con capacidad de respuesta a las políticas emanadas del Ejecutivo Federal a través de la Secretaría de Educación Pública mediante sus áreas sustantivas de docencia, investigación y vinculación y apoyada por un equipo de trabajo con un alto sentido de servicio.

## Visión
Una Institución dinámica con liderazgo en educación superior, que promueve y desarrolla la investigación científica y tecnológica, con planes y programas de estudio acreditados internacionalmente, con profesionistas certificados, comprometidos con la sociedad y coadyuvando a la excelencia de nuestros egresados para el desarrollo productivo del país.

## Objetivos
1) Promover el desarrollo integral y armónico del educando en relación con los demás, consigo mismo y con su entorno, mediante una formación intelectual que lo capacite en el manejo de los métodos y los lenguajes, sustentados en los principios de identidad nacional, justicia, democracia, independencia, soberanía y solidaridad; y en la recreación, el deporte y la cultura, que le permitan una mente y un cuerpo sanos.
2) Atender la demanda de educación superior (licenciatura y posgrado), con alta y reconocida calidad en los ámbitos nacional e internacional, en las áreas industrial, agropecuaria y de servicios, en todas las regiones del país, como forma de auspiciar el desarrollo regional.
3) Hacer de cada uno de los Institutos Tecnológicos un instrumento de desarrollo, mediante una estrecha y permanente retroalimentación con la comunidad, en especial con los sectores productivos de bienes y servicios, social, público y privado.
4) Promover y convocar a los sectores productivos y educativos de cada localidad para generar y otorgar apoyos materiales y financieros adicionales, requeridos en la operación de los planteles.
5) Compartir con la comunidad la cultura científica, técnica, tecnológica y humanística, así como la recreación y el deporte, mediante los diversos foros y medias con que cuenta el Sistema.
6) Ofertar profesionales que integren las necesidades específicas regionales para que el egresado contribuya de manera satisfactoria el desarrollo de cada comunidad, en especial en la planta productiva.
7) Actualizar permanentemente al personal docente y administrativo, para favorecer el desarrollo armónico de toda la comunidad, realizando a la par las reformas administrativas y organizacionales que se requieran.
8) Ofrecer a los sectores productivos y educativos una amplia canasta de servicios en las esferas de la investigación y el desarrollo científico y tecnológico, de organización del trabajo, destacando los de formación, capacitación y actualización profesional; la innovación , la diversificación, la adaptación, la adquisición y la difusión tecnológicas.

## Valores
- Bien común
- Integridad
- Honradez
- Imparcialidad
- Transparencia y rendición de cuentas
- Entorno cultural y ecológico
- Generosidad
- Igualdad
- Respeto
- Liderazgo

## Escudo
El escudo tiene un fondo de color naranja que representa el color que toma la tierra calcinada por un sol abrasador (característica de la región), el verde que se encuentra en algunas vistas representa la ambición del sonorense, el hexágono en el círculo interior representa la cabeza de un tornillo un engranaje de la industrialización, así mismo se pueden observar dos llaves de herramienta así como la órbita de un átomo y un mapa del estado de Sonora, en el contorno podemos ver el escrito con el nombre de la institución el año de su fundación y dos racimos de uvas, coronando el escudo se encuentra el venado sobre un fondo verde.
El escudo ITH, fue diseñado en 1977 por el hoy Ingeniero Industrial en Electrónica César Gilberto Leyva Durazo.
•El naranja representa el color que toma la tierra calcinada de esta región bajo el sol abrasador; color representativo de la ciudad. 
•El verde la ambición mayor del sonorense, forestar su árida tierra. 
•El hexágono representa la cabeza de un tornillo, inscritas aparece una circunferencia representando el cuadrante de un osciloscopio.
•Equinoccio de primavera. 
•Las líneas internas representan los 365 días del año. 
•Las doce crestas representan los meses del año que a la vez es el dibujo estilizado de un engranaje, símbolo de la industrialización. 
•Se destacan los signos (+) y (-) representando la indisoluble unidad del bien y el mal. 
•Los orbitales y llaves simbolizan las carreras que se estudian en el ITH. 
•En el interior aparece el mapa de Sonora con un hexágono ubicado aproximadamente en el Municipio de Hermosillo. 
Coronando el escudo se encuentra el venado, mascota del Tecnológico, deidad de alto significado en la mitología regional que aparece sobre un fondo verde. 
1975, año de fundación del Instituto Tecnológico de Hermosillo.

## Mascota
La mascota representativa del instituto es un venado, además de ser un animal típico de la región fue escogido por sus características, como ser muy audáz y velóz.
En el año de 1976, Sergio Jurado Perusquia, docente fundador del Tecnológico de Hermosillo y entrenador del equipo de fútbol americano buscaba una mascota que distinguiera a los deportistas de la Institución. El profesor miró un venado en un domicilio particular de la Colonia Villa de Seris de Hermosillo, pero los dueños no accedieron a vendérselo. Comentó su fallido intento por comprar el venado al Ing. Jesús Encinas Núñez quién, como oriundo de San Pedro de la Cueva conocía un lugar en donde era factible conseguir este tipo de animales. Ambos viajaron al Rancho "El Pozo" ubicado entre Mazocahui y San Pedro de la Cueva acompañados por el Sr. Rogelio López Valenzuela, en donde encontraron y adquirieron una cría de venado. El venadito llegó al ITH y se convirtió en su mascota estuvo en eventos deportivos, manifestaciones y en las festividades del primer aniversario de la Institución.[cita requerida]

## Himno de los Institutos
El Himno del Sistema Nacional de Tecnológicos, fue estrenado el 6 de octubre de 1988, en la ciudad de Durango, con motivo del Cuadragésimo aniversario del Instituto Tecnológico de Durango, en la celebración del XXXII Evento Nacional Deportivo de los Institutos Tecnológicos.
CORO:
Tecnológico, luz de la ciencia;
Plataforma para el porvenir;
Con la técnica forjas conciencia
Para darnos feliz devenir.
ESTROFA I:
Por la década de los cuarenta,
Manantial de la ciencia brotó,
En Durango y Chihuahua sedientas,
Que el venero a la sed apagó,
En el Norte, en el sur y el Oriente,
Institutos florecen doquier,
Esparciendo también del Poniente
El aroma sutil del saber
CORO:
Tecnológico, luz de la ciencia;
Plataforma para el porvenir;
Con la técnica forjas conciencia
Para darnos feliz devenir.
ESTROFA II:
El sistema de los tecnológicos
El espíritu crítico creó,
Generando los métodos lógicos
Con los cuales mil logros halló;
Investiga, proclama y convida
De la ciencia el saber superior
Que transforma del hombre la vida
Entregándole a un mundo mejor
CORO:
Tecnológico, luz de la ciencia;
Plataforma para el porvenir;
Con la técnica forjas conciencia
Para darnos feliz devenir.

## Departamentos
- Departamento de Actividades Extraescolares
- Departamento de Centro de Cómputo Administrativo
- Departamento de Centro de Información
- Departamento de Ciencias Básicas
- Departamento de Ciencias Económicas Administrativas
- Departamento de Comunicación y Difusión
- Departamento de Desarrollo Académico
- Departamento de Gestión Tecnológica y Vinculación
- Departamento de Ingeniería Eléctrica y Electrónica
- Departamento de Ingeniería Industrial
- Departamento de Mantenimiento de Equipo
- Departamento de Metal - Mecánica
- Departamento de Planeación, Programación y Presupuestación
- Departamento de Recursos Financieros
- Departamento de Recursos Humanos
- Departamento de Recursos Materiales y Servicios
- Departamento de Servicios Escolares
- Departamento de Sistemas Computacionales e Informática
- Departamento de Estudios de Posgrado e Investigación
- Departamento de Estudios Profesionales

## Oferta Educativa

### Profesional
- Licenciatura en Administración
- Ingeniería Aeronáutica
- Ingeniería Biomédica
- Ingeniería Eléctrica
- Ingeniería Electrónica
- Ingeniería Industrial
- Ingeniería Industrial 100% en inglés
- Ingeniería Informática
- Ingeniería Mecánica
- Ingeniería Mecatrónica
- Ingeniería en Gestión Empresarial
- Ingeniería en Sistemas Computacionales

### Posgrado
- Maestría en Administración
- Maestría en Ingeniería Eléctrica
- Maestría en Ingeniería Industrial
- Doctorado en Ciencias de la Ingeniería

Actualmente cuenta con más de 5000 alumnos de nivel licenciatura y posgrado. Cuenta con una plantilla de 300, entre profesores y empleados administrativos.